# زهرة العنقود الوردية
زهرة العنقود الوردية أو رُوبِينِيَة وردية هي شجيرة من جنس زهرة العنقود في الفصيلة البقولية. مهدها جنوب شرق الولايات المتحدة وأُدخِلَت في مناطق أخرى من أمريكة الشمالية. يزرع للزينة ويمكن أن يهرب من الزراعة وينمو في البرية. 

## الوصف
تطول هذه الشجيرة النفضية نحو 3 أمتار وغالبًا ما تكون ذات جذوع غدية خشنة ( هيسبيد ). الأوراق ريشية الشكل مع ما يصل إلى 13 ورقة. الزهور الوردية اللون تُحمل في شمراخ معلق تصل إلى 5. الثمرة هي قرن مسطح. 